# Banabanci
Banabanci, Jedan od oceanijskih naroda čija je prva poznata postojbina bio otok Ocean ili Banaba na otočju Gilbert, današnji Kiribati, danas poglavito na Fidžiju i tek nešto na Banabi gdje su se ponovno vratili nakon deportacije s otoka Rabi.
Jezik Banabanaca je izumro a njihovo porijeklo nije točno utvrđeno. Njihova današnja jezična pripadnost je mikronezijska jer govore varijantom gilbertskog jezika kojeg je prihvatila cijela zajednica nakon dolaska kapetana W. Walkupa koncem 19. stoljeća, koji je preveo bibliju na gilbertski jezik, kako bi mogli čuti riječ božju. Nametanjem gilbertskog jezika, stari banabski jezik je ostao nezapisan i zaboravljen, a očuvao se samo u pjesmama kod tradicionalnog plesa štapova ('te Karanga') no značenja riječi nisu im poznata.
Walkup zapaža i da su stanovnici otoka oskudno odjeveni, a ženska nošnja sastoji se od suknjice učinjene od lišća nazivane malo'
Ellisovim otkrićem fosfata 1900. počela je 1906. njegova eksploatacija a Banabanci su se zbog uništavanja otoka raselili diljem Oceanije. Za vrijeme drugog svjetskog rata mnogi stradavaju od Japanaca, da bi nakon rata bili deportirani na otok Rabi u Fidžiju, gdje je zbog drugačijih klimatskih i zemljopisnih uvjeta zamro tradicionalni način života. Mnogi su stradali od ciklona i oboljeli od dengue groznice i pneumonije. Od svoje kulture očuvali su ples 'te Karanga' i adoptirani gilbertski jezik. Očuvanje etničkog identiteta glavni je problem banabanske zajednice koja živi podijeljeno između Kiribata i Fidžija.